# Gasange
Gasange (Kinyarwanda Umurenge wa Gasange) ist einer von 14 Sektoren im Distrikt Gatsibo in der Ostprovinz von Ruanda.

## Geographie
Gasange hat eine Fläche von 38,25 km² und liegt auf einer Höhe von etwa 1670 m. Der Sektor unterteilt sich in die vier Zellen Kigabiro, Kimana, Teme und Viro. Nachbarsektoren sind im Norden Muhura, im Osten Murambi, im Süden Musha, im Südwesten Fumbwe, im Westen Giti und im Nordwesten Muko. Im Süden liegt Gasange zudem am Muhazi-See.

## Bevölkerung
Zur Volkszählung von 2022 betrug die Einwohnerzahl 20.725 Einwohner. Zehn Jahre zuvor waren es 17.783, was einem jährlichen Bevölkerungszuwachs von 1,5 Prozent zwischen 2012 und 2022 entspricht.

## Verkehr
Im Süden des Sektors verläuft entlang des Ufers des Muhazi-Sees die Nationalstraße 23. Auf diese trifft zudem von Nordwesten eine asphaltierte District Road, die von einer weiteren, jedoch Stand 2022 nicht asphaltierten und den Nordteil des Sektors querenden, abführt.